# بردية لندن الطبية

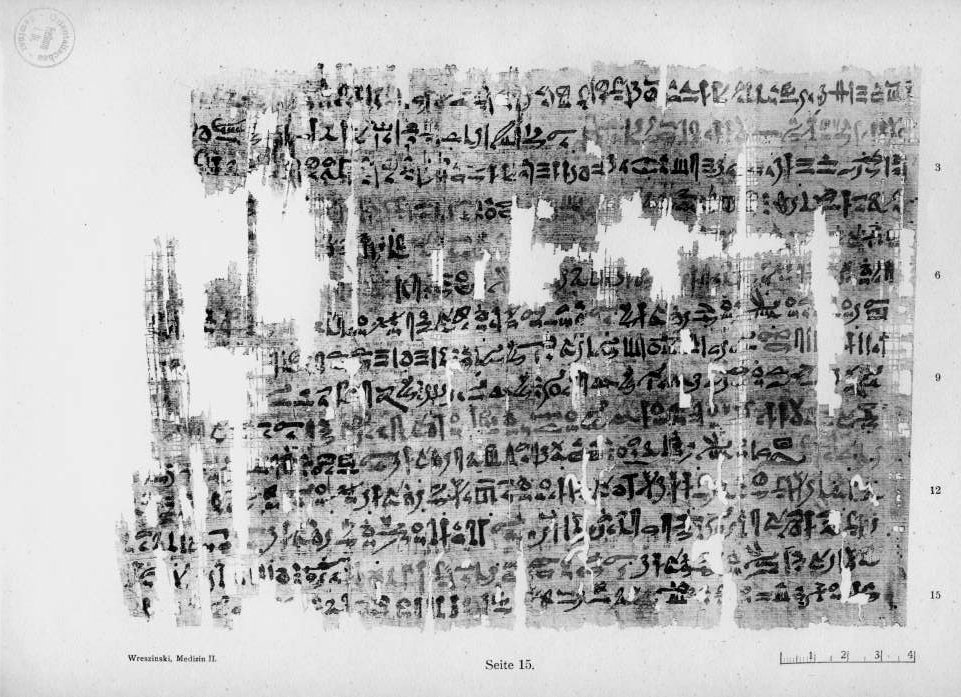
بردية لندن الطبية

بردية لندن الطبية، هي بردية مصرية قديمة توجد في المتحف البريطاني في لندن، بريطانيا. تتضمن الكتابات في هذه البردية 61 وصفة، منها 25 وصفحة مصنّفة كوصفات طبية والبقية تدخل في مجال السحر. أهم المواضيع الطبية التي وردت في البردية كتابات عن مشاكل الجلد والعيون والنزيف الإجهاض التلقائي (المقصود في الغالب منع الإجهاض التلقائي من خلال السحر) والحروق. نشرت البردية أول مرة عام 1912 في ليبزيغ ونشرها والتر ريجينسكي.
تعرف البردية أيضاً بـ BM EA 10059.
ترتبط البردية ببعض التداعيات في سانتوريني ويشار إلى تلك التداعيات بثوران مينون  التي تعود لعام 1629–1628 قبل الميلاد.